# Robbinsville, North Carolina
Robbinsville är administrativ huvudort i Graham County i North Carolina. Enligt 2010 års folkräkning hade Robbinsville 620 invånare.